# LINEMO
LINEMO（ラインモ）は、ソフトバンクが2021年3月17日に導入した携帯電話のオンライン専用新料金ブランドである。
2020年12月3日にNTTドコモが発表した新料金プラン「ahamo」に対抗したソフトバンクのオンライン申し込み形式の新ブランド。2020年12月22日に「SoftBank on LINE（ソフトバンク・オン・ライン）」の仮称で発表され、2021年2月18日に、正式名称「LINEMO（ラインモ）」とプランの詳細が発表された。当初の計画では標準としていた5分間の無料通話をオプション化することで月額料金を500円引き下げ、後発のKDDIのpovoと同額とした。
ソフトバンクへ吸収合併されて2021年3月31日にすべての新規受付を終了する、LINEモバイルの後継となるプランで、LINEの通信時のデータをカウントフリーとしているが使い放題ではない。物理カードを使わないeSIMの契約に対応する。

## 導入の経緯
ソフトバンクグループは、ウィルコムとイー・モバイルの買収後、2014年7月にワイモバイル株式会社を発足して8月からサブブランドでのサービスを開始した。ワイモバイルは2015年4月にソフトバンクに吸収され、ソフトバンクはブランドだけを存続させてY!mobileを展開し、KDDI・沖縄セルラー電話と同様に、サブブランドでライトユーザー向けのサービスを展開した。
2020年9月に、携帯電話の月額料金値下げを強く要求する菅義偉内閣が発足し、ドコモ、KDDI、ソフトバンクは対応が必要となる。ソフトバンクは2020年10月28日にサブブランドのY!mobileで、20GBと1回10分以内の通話無料で税抜月額4,480円のプランを発表した。総務大臣武田良太は、メインブランドで値下げしない姿勢を批判した。
従来サブブランドの設定がないドコモは、2020年12月にメインブランドの新料金プランとして「ahamo」を発表。武田や菅らは評価し、ユーザーからも大きな反響を得た。KDDIは新プラン「povo」で、通話定額なし月額2,480円、通話定額はオプション扱いを開始した。
ソフトバンクは2020年12月22日に、「LINEMO」（当初は「SoftBank on LINE」）を発表、ahamoと同様に5分間の通話定額込で月額2,980円と発表したが、「LINEカウントフリーであるならLINEで通話すれば通常の通話定額は不要」の評価も見られ、2021年2月18日のブランド名発表時に「povo」と同様に通話定額なし月額2,480円で通話定額はオプション扱いに変更した。
2020年の菅政権発足時に日本は「世界で2番目に高い通信料金」とされたが、2022年1月に日本・アメリカ・イギリス・フランス・ドイツ・韓国の6か国中最安値と報じられる。

## 特徴

### 料金プラン
- ベストプラン
  - 3GB：月額900円（税込990円）、3GB - 10GB：月額1,900円（税込2,090円）（ユニバーサルサービス料金・電話リレーサービス料金別）[16]。
  - データ通信量の上限は10GB。上限を超過すると、15GBまでは通信速度が最大300kbps、15GBを超えると最大128kbpsに制限される。ただし、LINE利用時のデータ通信量はノーカウント（ノーカウント対象外となるサービスあり）。500円で1GBのデータ容量の追加が可能。
  - 国内通話は30秒ごとに20円（税込22円）。オプションとして月額500円で1回5分以内の通話無料。月額1,500円でほぼ全ての通話が無料となる。LINEを使った通話はデータ通信量にノーカウントとなる。
- ベストプランV
  - 30GB：月額2,700円。（税込2,970円）（ユニバーサルサービス料金・電話リレーサービス料金別）[16]。
  - 以前は20GBまでが月額2,700円（税込2,970円）、30GBは月額3,600円（税込3,960円）であったが、ahamoのデータ容量が2024年10月から30GBに改定されたことを受け、プランを改定するまで「30GBがおトクキャンペーン」としてデータ容量が20GBを超えた月は900円割り引くことで20GBと同価格となる。
  - データ通信量の上限は30GB。上限を超過すると、45GBまでは通信速度が最大1Mbps、45GBを超えると最大128kbpsに制限される。ただし、LINE利用時のデータ通信量はノーカウント（ノーカウント対象外となるサービスあり）。500円で1GBのデータ容量の追加が可能。
  - 国内通話は30秒ごとに20円（税込22円）。1回5分以内の無料通話が付帯する。オプションとして月額1,000円でほぼ全ての通話が無料となる。LINEを使った通話はデータ通信量にノーカウントとなる。

### 過去の料金プラン
以下の料金プランは、2024年7月29日（21時59分）に新規受け付けを終了した。
- スマホプラン：月額2,480円（消費税・ユニバーサルサービス料金・電話リレーサービス料金別）[17]。
  - 国内通話は30秒ごとに20円。オプションとして月額500円で1回5分以内の通話無料。月額1,500円でほぼ全ての通話が無料となる。LINE利用時はカウント対象外でLINEを使った通話は無料になる。
  - データ通信量の上限は20GB。上限を超過すると通信速度が最大1Mbpsに制限される。LINE利用時のデータ通信量はノーカウント、ノーカウント対象外となるサービスあり。500円で1GBのデータ容量の追加が可能。
- ミニプラン：月額900円（消費税・ユニバーサルサービス料金・電話リレーサービス料金別）。
  - 国内通話は30秒ごとに20円。オプションとして月額500円で1回5分以内の通話無料。月額1,500円でほぼ全ての通話が無料となる。LINE利用時はノーカウント対象でLINEを使った通話は無料になる。
  - データ通信量の上限は3GB。上限を超過すると、通信速度が最大300kbpsに制限される。ただし、LINE利用時のデータ通信量はノーカウント（ノーカウント対象外となるサービスあり）。500円で1GBのデータ容量の追加が可能。

### オプション
- 通話定額：1,500円（ベストプランVは1,000円）
- 通話準定額：500円（ベストプランVを除く、1回5分までの通話が対象）
- 留守電パック：200円
- セキュリティパック(L)：600円
- 持込端末保証：650円（Android・iPadのみ）

### サービス可否
- 無料の国際ローミングオプションあり、契約日から4ヶ月目の月末までは加入できない。
- テザリングオプションは無料で使用可。
- スマホプランのみ、LINEのクリエイターズスタンプ（月額240円）が使い放題で利用可能[18]。
- キャリアメールは利用不可。
  - ソフトバンクとワイモバイル既存契約者は、オプション契約扱いでLINEMO変更後もソフトバンク・ワイモバイルのメールアドレスが利用できる「メールアドレス持ち運び」を2021年12月20日から開始することを発表した[19]。
- LINEMOにはLYPプレミアム（旧 Yahoo!プレミアム）加入特典は付帯しない。
- 2021年7月6日から口座振替にも対応する。サービス申込時のみ受け付け、本プランを利用しているユーザーの支払い方法変更は不可である。ゆうちょ銀行は後日対応する[20]。
- 当初はソフトバンクなど大手携帯電話会社3社が共同提供しているメッセージアプリケーションの「+メッセージ」に対応していなかったが、2022年春頃を目処に同アプリに対応することを2021年9月2日に発表し、2022年6月28日に対応した[21][22]。

### サービスエリア
- SoftBank 4G LTEおよび5Gのエリア。

(2024年まで3Gも)

## 申し込み方法
- 2021年2月17日、専用のWebサイト及びLINE上で先行エントリーを開始。店頭では受付不可。
- Softbank・Y!mobileから乗り換える場合、MNP予約番号の発行は不要（ネットワーク暗証番号が必要になる）。
- eSIM利用時に限り、eKYCによる即日開通サービスを予定[2]。

## CM
LINEモバイルに引き続き本田翼が出演していた。CMではLINEモバイル同様「いい湯だな」の替え歌を歌っているが歌詞が違う。第2弾のCMからはオリジナルキャラクターの「モモンキー」も登場している。2024年7月からは川口春奈が出演するCMの公開が開始された。